# كنيسة الكسندر نيفسكي (القدس)

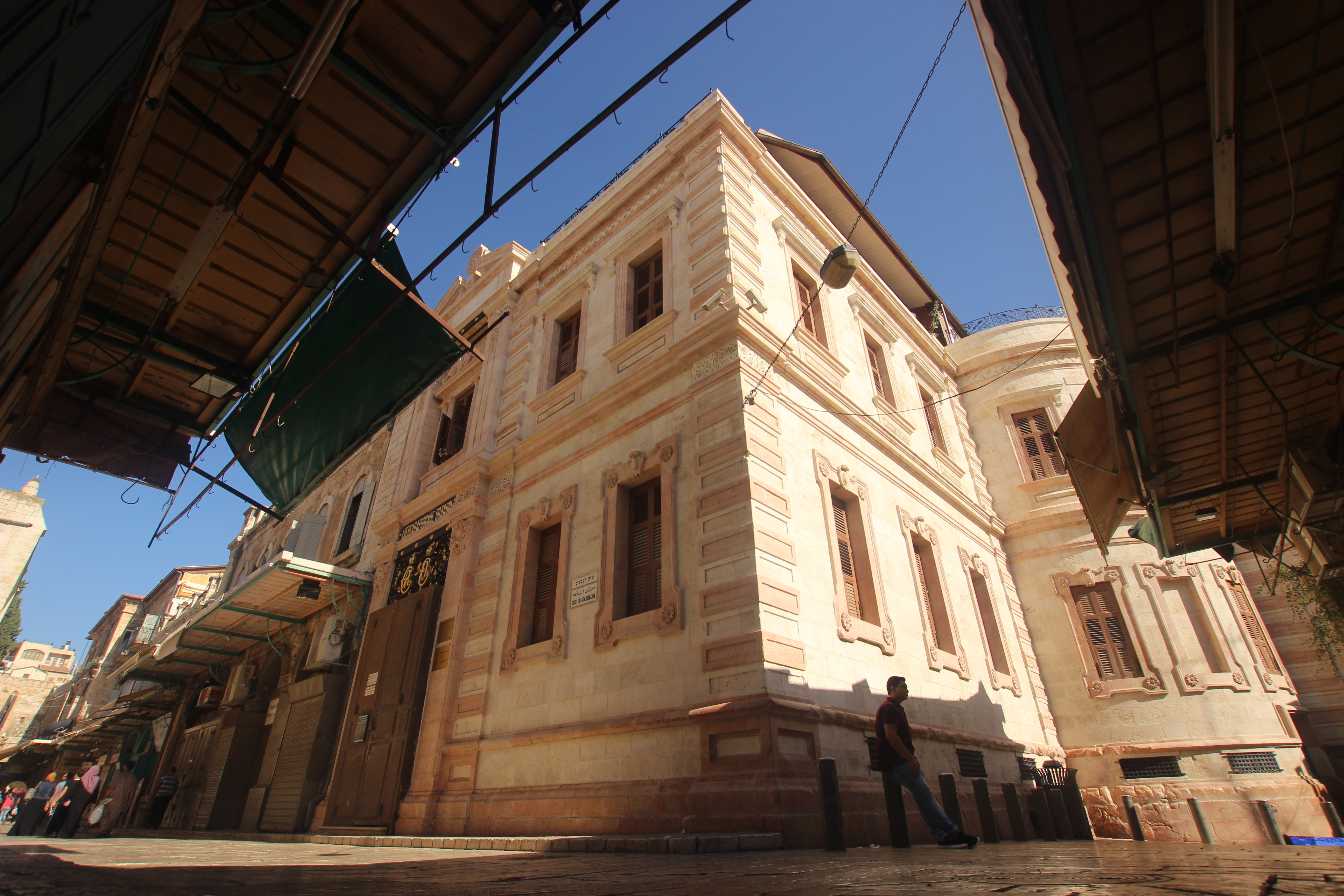
كنيسة القديس الكسندر نيفسكي.

كنيسة الكسندر نيفسكي أو كنيسة القديس الكسندر (بالروسية: Александровское подворье) كنيسة أرثوذكسية روسية يعود بناؤها إلى نهاية الحقبة العثمانية في فلسطين. تقع داخل أسوار البلدة القديمة لمدينة القدس، في حارة النصارى.
كانت الكنيسة جزءا من البعثة الروسية في مدينة القدس، بالقرب من كنيسة القيامة. تغطي مساحة من 1433 متر مربع، وتتبع المنازل والمكاتب المحيطة بالكنيسة للجمعية الفلسطينية الإمبراطورية الأرثوذكسية، وهي  كنيسة مكرسة للقديس ألكسندر نيفسكي، وتوجد بقايا الكنيسة الأثرية في الطابق السفلي.